# Pompeya (miniserie de 2007)
Pompeya (título original en italiano Pompei, ieri, oggi, domani en español: Pompeya, ayer, hoy, mañana) es una miniserie televisiva de género fantástico, inspirada en los sucesos ocurridos en el año 79 d. C. en la ciudad de Pompeya cuando el Monte Vesubio hizo erupción, sepultando la ciudad entera en ceniza.

## Sinopsis
La historia comienza en la época actual con una joven arqueóloga, Janina, que se encuentra trabajando en las ruinas de la antigua Pompeya, y empieza a contarle al vulcanólogo con quien trabaja una historia de amor ocurrida semanas antes de la erupción del Vesubio, basada en una pareja de amantes petrificados por la ceniza de la erupción en 79 d. C.
Es agosto del año 79 y Alfius Flacus, un comerciante de Pompeya, regresa a su ciudad después de un largo viaje. Trae en su equipaje dos bienes muy especiales, un hombre y una hermosa mujer, ambos esclavos. El hombre es Darius, un tracio, y María, una bella princesa Palestina, cuyo origen noble nadie sabe. Darius será entrenado para ser un gran gladiador y María será entregada al cónsul romano, Caius. Paralelamente, un grupo de cristianos son capturados; entre ellos está Elena, quien se enamora del gladiador Darius. Esto trae un problema, ya que la hermana del cónsul, Lavinia, se siente atraída por Darius, y hace todo lo que está a su alcance para que Darius y Elena no puedan verse de nuevo. Sin embargo, Elena queda embarazada de Darius, pero solo ella es liberada por su amo, Alfius. Por su parte, el cónsul Caius se enamora de su esclava María, quien se revela como una princesa, y eventualmente es liberada. Cuando comienza la erupción definitiva del Vesubio, Darius logra escapar de la escuela de gladiadores y abandonar la ciudad junto con Elena. Lavinia se da cuenta de que en realidad ama al general Galeno, con quien pasa sus últimas horas. Darius y Elena salen a tiempo de la ciudad, pero todos los demás, el cónsul Caius, su hermana Lavinia, los gladiadores y los prisioneros cristianos morirán sepultados.
De vuelta al presente, Janina termina de contar esta historia y se da cuenta de que está enamorada de su compañero vulcanólogo.

## Reparto
| Actor                | Personaje       |
| -------------------- | --------------- |
| Victor Alfieri       | Darius          |
| Tomas Arana          | Massimo         |
| Linda Batista        | María           |
| Gunther Gillian      | Antonino        |
| Vanessa Gravina      | Lavinia         |
| Roberta Modigliani   | Janina          |
| Michael Mendl        | Matteo          |
| Tony Musante         | Alpio           |
| Clayton Norcross     | Galeno          |
| Erol Sander          | Helmuth         |
| Nickolai Stoilov     | Lucius Aquarius |
| Christof Wackernagel | Tigellino       |
| Bettina Zimmermann   | Elena           |
| Luca Ward            | Caius           |
| Roberta Modigliani   | Janina          |
| Ivan Kotsev          | Taxista         |